# 多瑙河
多瑙河是欧洲第二大河，次於俄罗斯的伏尔加河，發源於德國黑森林地區，最後注入黑海，全長2857公里，流域面積81.7万平方千米，平均流量為6500立方公尺/秒。
多瑙河是中东欧極為重要的国际河道，流经德国、奥地利、斯洛伐克、匈牙利、克罗地亚、塞尔维亚、罗马尼亚、保加利亚、摩尔多瓦和乌克兰等10个中歐及東歐国家，是世界上流经国家最多的河流，流域范围还包括波兰、瑞士、義大利、捷克、斯洛文尼亚、波斯尼亚和黑塞哥维那、蒙特內哥羅、北马其顿共和国、阿尔巴尼亚等9个国家，有大小300多条支流。多瑙河最後從多瑙河三角洲注入黑海。

## 命名
多瑙河在拉丁文中稱「Danubius」、「Danuvius」、「Ister」等；古希臘則稱（Istros）；達契亞語及色雷斯語則稱「Donaris」（上多瑙河）及「Istros」（下多瑙河）。
而「Dānuvius」一詞可能為來自塞爾特語（高盧語）或伊朗語。
在其他语言以及多瑙河流经地区的语言中：
- 法語：
- 波斯尼亞語：
- 保加利亞語：，羅馬化：Dunav[4]
- 捷克语、波兰语和斯洛伐克語：[4]
- 德語：[4]
- 匈牙利語： [4]
- 斯洛維尼亞語：
- 克羅埃西亞語：
- 塞爾維亞語：
- 羅馬尼亞語： [4]
- 烏克蘭語：，羅馬化：Dunai[4]
- 拉丁語：
- 古希臘語：

## 歷史

### 史前時代
多瑙河在史前時代即有文明出現，如新石器時代的線紋陶文化，存在於西元前五千年中葉至前四千年前葉，該文化又被稱為多瑙河文化。

### 古典時期
希臘人曾於西元前7世紀溯多瑙河下游而上，並於當地進行貿易，並稱多瑙河下游為伊斯特爾河（Ister）。至羅馬帝國時期，多瑙河為羅馬帝國北部邊境的界線，羅馬人則稱之多瑙韋斯河（Danuvius），沿岸建有碉堡，為居民中心。

### 中世紀
中世紀時，古要塞仍發揮作用，查理大帝於9世紀建造了韋爾芬斯泰因堡等城堡，15世紀時奥斯曼土耳其帝國擴張至中歐時也曾以要塞作為防禦。

### 近代
自1856年的巴黎條約起，建立第一個多瑙河委員會，以多瑙河作為國際航運水道為宗旨。

### 現代
1921年和1923年，奧地利、德國、前南斯拉夫、保加利亞、羅馬尼亞、英國、義大利、比利時、捷克斯洛伐克、匈牙利和希臘等國最後批准了《多瑙河章程》，多瑙河委員會也成為了有實權的機構，有會旗、可獨立徵稅、委員會委員得享有外交豁免權等。
第二次世界大戰後，多瑙河委員會以新的協議建立，取代了1921年簽訂的公約，規定重建的多瑙河委員會僅多瑙河沿岸國家才有權參與。

## 地理
多瑙河源出于德国的黑森林的两条小溪，分別為布雷格河及布里加赫河，兩溪於多瑙艾辛根会合，从这个地名开始被称为多瑙河，向东流经奥地利进入斯洛伐克，为上游，上游长约966千米，水深最高达8米，流速为1-2米/秒。
经过斯洛伐克首都布拉迪斯拉发附近的“匈牙利门”峡谷，多瑙河进入小匈牙利平原，直到贝尔格莱德附近的铁门峡，是为中游。中游流速变缓，河道宽达1.6千米，泥沙淤积成沙洲小岛，每年沉积达60万立方米，河中岛屿面积达2千平方千米。在铁门峡，两岸高山夹峙，河谷深度猛增至54米，流速增至5米/秒，流量从2000立方米/秒增至6000立方米/秒。
出铁门峡后直到入黑海，是为下游，下游又进入平原区，流速恢复到1米/秒，河道中再次沉降出小岛群，在距黑海80公里处进入三角洲，河道分为三股，北支水量佔67%，南支佔24%，中支仅佔9%，但是主要通航干道。
多瑙河是欧洲重要的国际航道，1992年德国建成莱茵河—美因河—多瑙河运河，船只可以从北海港口鹿特丹直达黑海港口蘇利納，通航航道达3500千米。在1987年多瑙河年通货量达1亿吨，但1999年由于北约轰炸贝尔格莱德，炸毁三座桥梁阻塞河道，直到2002年才清理干净，恢复通航。
多瑙河干流上建有多座水力发电站，最大的是原南斯拉夫和罗马尼亚合建的铁门峡大坝，发电装机容量为215万千瓦。

### 地形
多瑙河位於歐洲東南部，源流西部為黑林山，河流南側有阿爾卑斯山、韋萊比特山、迪納拉山、老山及巴爾幹山；北側則有捷克林山、舒馬瓦山、蘇台德山和喀爾巴阡山。多瑙河流經的主要平原則包括維也納平原、匈牙利平原、瓦拉幾亞平原、多瑙河平原等。

### 流域

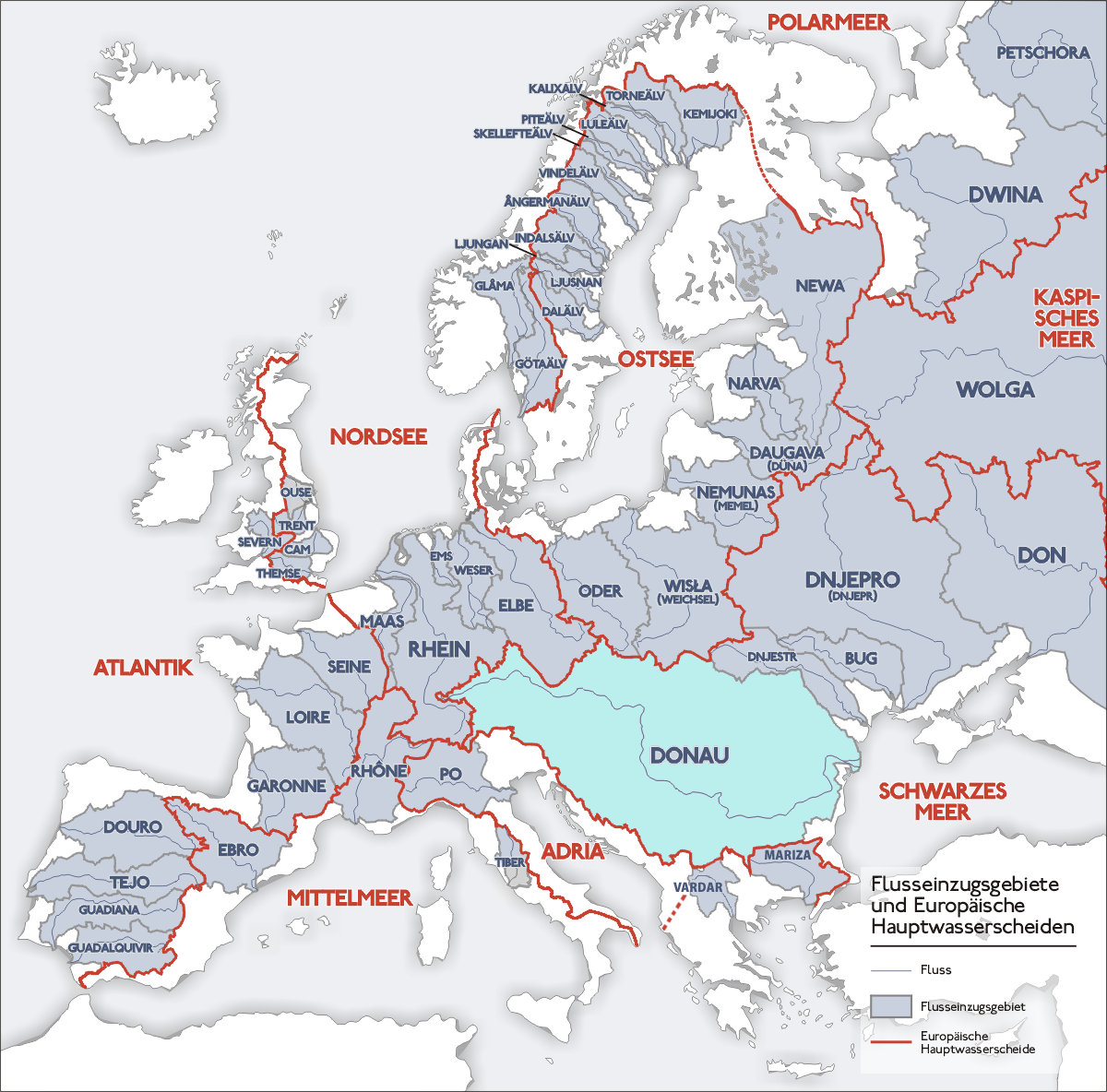
藍色區域為多瑙河流域

多瑙河流域面積為81.7萬平方公里，左岸（北側）約佔56%的流域面積，右岸（南側）則佔44%；幹流流經10個國家境內，所占多瑙河的流域面積分別為德國（7.5%）、奧地利（10.3%）、斯洛伐克（5.8%）、匈牙利（11.7%）、克羅埃西亞（4.5%）塞爾維亞（10.3%）、保加利亞（5.2%）、摩爾多瓦（1.6%）、烏克蘭（3.8%）及羅馬尼亞（28.9%），另有8個國家並無多瑙河幹流流經，但國土位於多瑙河流域內，所占多瑙河流域面積分別為波士尼亞與赫塞哥維納（4.8%）、捷克（2.5%）、斯洛維尼亞（2.2%）、瑞士（0.32%）、義大利（0.15%）、波蘭（0.09%）、馬其頓（0.03%）及阿爾巴尼亞（0.03%）。多瑙河流域最高點則位於義大利及瑞士邊境的伯爾尼納峰，海拔4049公尺。

### 氣候
多瑙河流域處於溫帶海洋性氣候及溫帶大陸性氣候過渡地區，流域的西部及東南部較溫暖、濕潤，多瑙河三角洲地區與草原氣候較相近。
在降雨量方面，上游地區的年降雨量約1000－1500毫米，中下游平原約700－1000毫米，錫雷特河以下河段及河口地區僅約400－600毫米，整體流域平均為863毫米。降水以夏季及秋初最多，冬季於高山地區降雪，降雪約佔降水量的10%－30%。

### 支流
| 右岸支流                           | 長度（km） | 流量（m³/s） | 左岸支流     |
| ---------------------------------- | ---------- | ------------ | ------------ |
| 各色塊代表不同國家，白色表示為界河 |            |              |              |
| 伊勒河                             | 147        | 71           |              |
| 萊希河                             | 264        | 114          |              |
|                                    | 220        | 16           | 阿尔特米尔河 |
|                                    | 165        | 49.7         | 納布河       |
|                                    | 169        | 40           | 雷根河       |
| 伊薩爾河                           | 295        | 175          |              |
| 因河                               | 517        | 738          |              |
| 特劳恩河                           | 153        | 135          |              |
| 恩斯河                             | 254        | 195          |              |
|                                    | 153        |              | 坎普河       |
| 莱塔河                             | 180        |              |              |
|                                    | 358        | 255          | 摩拉瓦河     |
| Raba                               | 250        | 18           |              |
|                                    | 403        | 152          | 瓦赫河       |
|                                    | 298        | 55           | 赫龍河       |
|                                    | 233        | 21           | 伊波伊河     |
| 德拉瓦河                           | 749        | 670          |              |
|                                    | 1308       | 813          | 蒂薩河       |
| 薩瓦河                             | 945        | 1722         |              |
|                                    | 340        | 47           | 蒂米什河     |
| 大摩拉瓦河                         | 185        | 225          |              |
| 蒂莫克河                           | 203        | 24           |              |
|                                    | 331        | 94           | 日烏河       |
| 伊斯克爾河                         | 368        | 54           |              |
|                                    | 737        | 190          | 奧爾特河     |
| 揚特拉河                           | 285        | 47           |              |
|                                    | 224        |              | 韋代亞河     |
|                                    | 327        | 73           | 阿爾傑什河   |
|                                    | 417        | 40           | 雅洛米察河   |
|                                    | 596        | 230          | 錫雷特河     |
|                                    | 953        | 110          | 普魯特河     |

多瑙河有大小300多條支流，共192條支流的長度為20公里以上，34條支流可供通航；以薩瓦河流量最大，平均流量1722立方公尺/秒，長度則以蒂薩河最長，全長1308公里。500公里以上支流有蒂薩河、普魯特河、薩瓦河、德拉瓦河、奧爾特河、錫雷特河和因河，平均流量500立方公尺/秒以上支流有薩瓦河、蒂薩河、德拉瓦河和因河。

## 河流分段
多瑙河大致上可分為上、中、下游三段：

### 上游段
上游段為源頭至匈牙利門，長966公里，最初源頭布雷格河及布里加赫河發源於黑森林東側，兩河於多瑙艾辛根東側匯流，沿施瓦本山、弗蘭克侏羅山南翼和巴伐利亞高原北緣流向東北，至雷根斯堡後轉為向東南方流，後進入奧地利境內，經波希米亞林山及維也納盆地後達匈牙利門。上游河段的坡度較大，水位季節變化顯著，夏季水位較高，冬季較低，本河段有支流雷根河、伊薩爾河、因河等河流注入，因河的流量較幹流高，水量也大幅增加，支流的水源主要來自冰雪融水，以春末夏初水位最高。雷根斯堡附近流量為420立方公尺/秒，至維也納達1900立方米/秒。

### 中游段
中游段為匈牙利門至鐵門峽谷，長900餘公里，河面較寬，寬度約1.6公里，河谷可達5~20公里寬，坡度平緩，沉積作用旺盛，布拉提拉瓦及科馬爾諾間的河道形成大量沙洲，如大、小斯許特島等，水流形成多條汊道；經瓦茨後轉向南流，後進入匈牙利平原，德拉瓦河、蒂薩河、薩瓦河三大支流平均流量合計約3000立方公尺/秒，使多瑙河幹流水量增加約一倍，德拉瓦河於克羅埃西亞及塞爾維亞邊境注入多瑙河幹流，而後兩者則於塞爾維亞境內注入。春季時，積雪融化，水位最高，至夏末秋初，中游平原地區蒸發及滲流旺盛，水位較低，冬季水位亦低。經貝爾格勒後轉向東流。於鐵門峽谷處建有鐵門水力發電廠。

### 下游段
下游段為鐵門峽谷以下河段，左岸為羅馬尼亞的瓦拉幾亞平原，右岸為保加利亞的多瑙河平原，河谷寬，坡度平緩，河道中有沙洲島嶼群；至切爾納沃德轉向北流，後經加拉茨轉向東流，普魯特河於加拉茨以東注入多瑙河。

### 多瑙河三角洲
多瑙河自圖爾恰起進入多瑙河三角洲，距黑海約80公里，幹流則分為三支，分別為北支基利亞河、中支蘇利納河、南支聖格奧爾基河，水量分別佔67%、9%及24%，多瑙河年輸砂量約7600萬公噸，三角洲則以每年24.38～30.5公尺的速度增長，多瑙河三角洲面积达4300平方千米，盛产芦苇，为造纸工业、纖維工業提供重要原料，同时是欧洲重要的湿地资源。

## 流域地區

### 流經國家
多瑙河流經10個國家，有1070.9公里（約37%）的河段屬於國家邊界，而克羅埃西亞、保加利亞、摩爾多瓦及烏克蘭4國僅位於河流的一岸。
| 右岸     | 右岸               | 距多瑙河河口距離（km） | 左岸               | 左岸    |
| 國家     | 該國包含的河流長度 | 距多瑙河河口距離（km） | 該國包含的河流長度 | 國家    |
| -------- | ------------------ | ---------------------- | ------------------ | ------- |
| 德国     | 658.6              | 2888.77                | 687.0              | 德国    |
| 德国     | 658.6              | 2230.20                | 687.0              | 德国    |
| 奥地利   | 357.5              |                        | 687.0              | 德国    |
| 奥地利   | 357.5              | 2201.77                | 687.0              | 德国    |
| 奥地利   | 357.5              | 321.5                  | 奥地利             |         |
| 奥地利   | 357.5              | 321.5                  | 奥地利             | 1880.26 |
| 奥地利   | 357.5              | 172.1                  | 斯洛伐克           |         |
| 奥地利   | 357.5              | 172.1                  | 斯洛伐克           | 1872.70 |
| 斯洛伐克 | 22.5               | 172.1                  | 斯洛伐克           |         |
| 斯洛伐克 | 22.5               | 172.1                  | 斯洛伐克           | 1850.20 |
| 匈牙利   | 417.2              | 172.1                  | 斯洛伐克           |         |
| 匈牙利   | 417.2              | 172.1                  | 斯洛伐克           | 1708.20 |
| 匈牙利   | 417.2              | 275.2                  | 匈牙利             |         |
| 匈牙利   | 417.2              | 275.2                  | 匈牙利             | 1433.00 |
|          | 137.5              | 358.0                  | 塞爾維亞           |         |
| 1295.50  | 137.5              | 358.0                  | 塞爾維亞           |         |
| 塞爾維亞 | 449.9              | 358.0                  | 塞爾維亞           |         |
| 塞爾維亞 | 449.9              | 358.0                  | 塞爾維亞           | 1075.00 |
| 塞爾維亞 | 449.9              | 940.9                  | 羅馬尼亞           |         |
| 塞爾維亞 | 449.9              | 940.9                  | 羅馬尼亞           | 845.65  |
| 保加利亚 | 471.6              | 940.9                  | 羅馬尼亞           |         |
| 保加利亚 | 471.6              | 940.9                  | 羅馬尼亞           | 374.10  |
| 羅馬尼亞 | 374.1              | 940.9                  | 羅馬尼亞           |         |
| 羅馬尼亞 | 374.1              | 940.9                  | 羅馬尼亞           | 134.14  |
| 羅馬尼亞 | 374.1              | 0.6                    | 摩尔多瓦           |         |
| 羅馬尼亞 | 374.1              | 0.6                    | 摩尔多瓦           | 133.57  |
| 羅馬尼亞 | 374.1              | 53.9                   | 乌克兰             |         |
| 羅馬尼亞 | 374.1              | 53.9                   | 乌克兰             | 79.63   |
| 羅馬尼亞 | 374.1              | 79.6                   | 羅馬尼亞           |         |
| 羅馬尼亞 | 374.1              | 79.6                   | 羅馬尼亞           | 0.00    |

### 流经城市

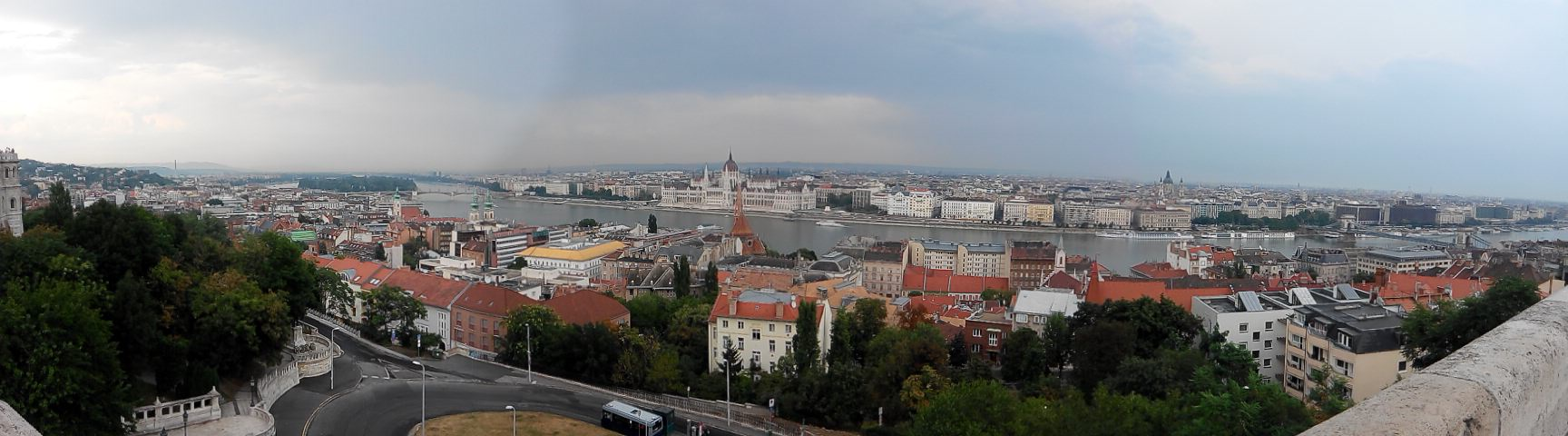
多瑙河上空布達佩斯

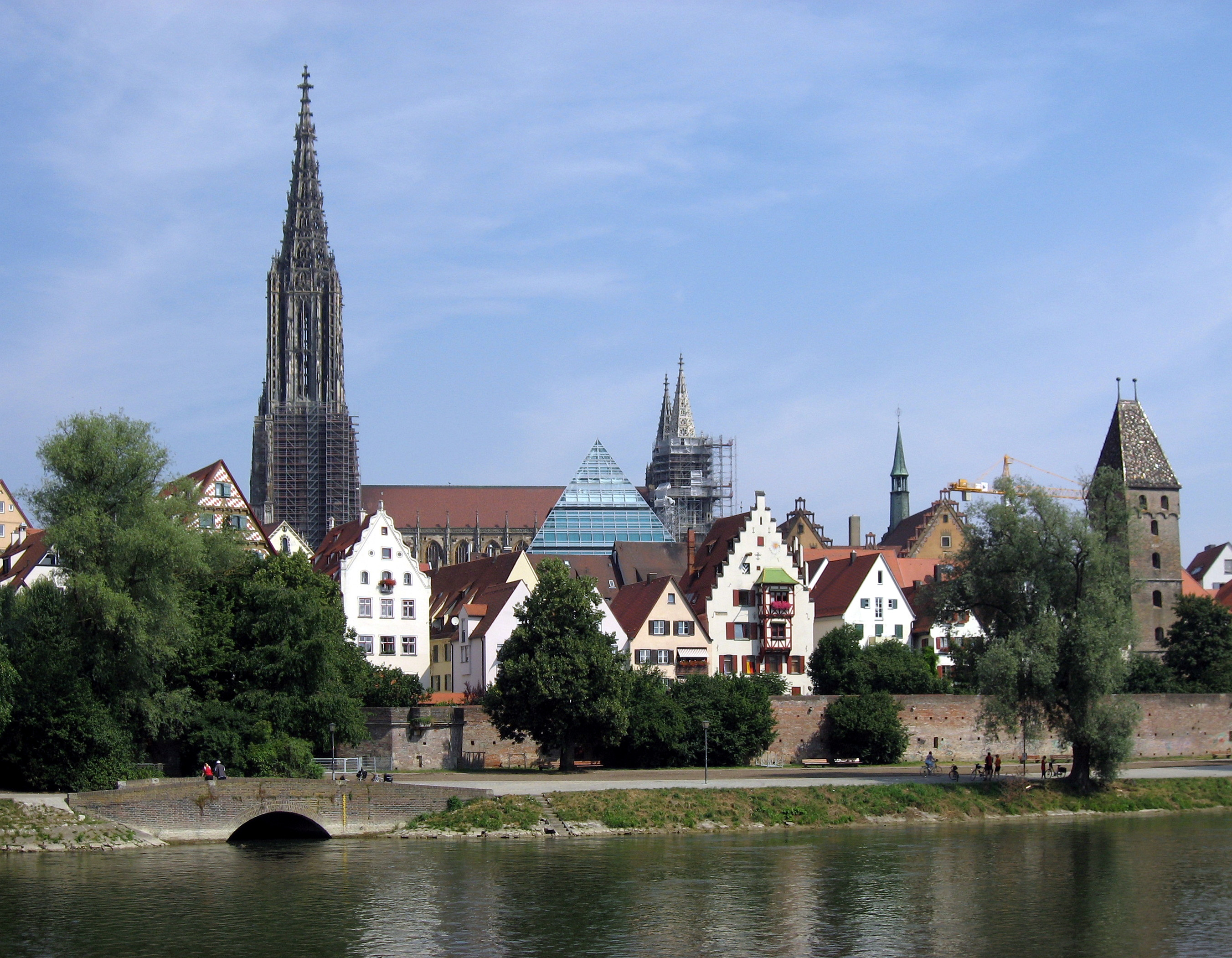
多瑙河畔的烏爾姆

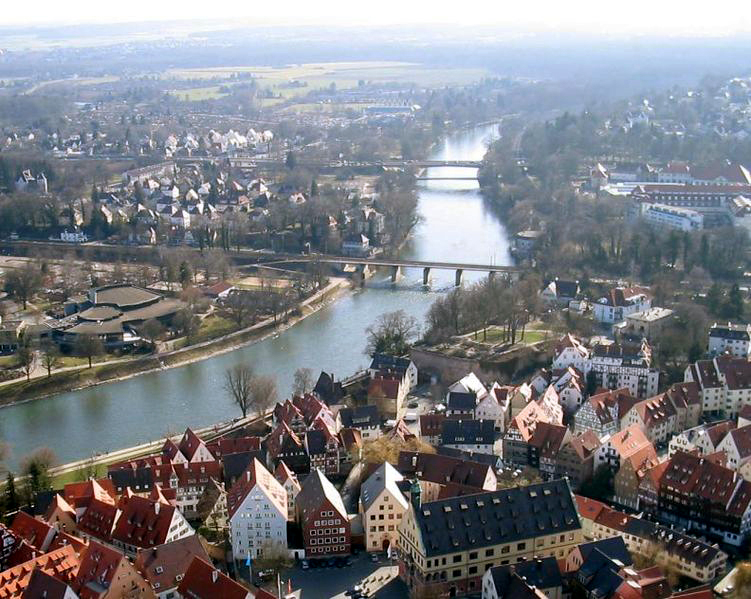
流经德国乌尔姆的多瑙河上游

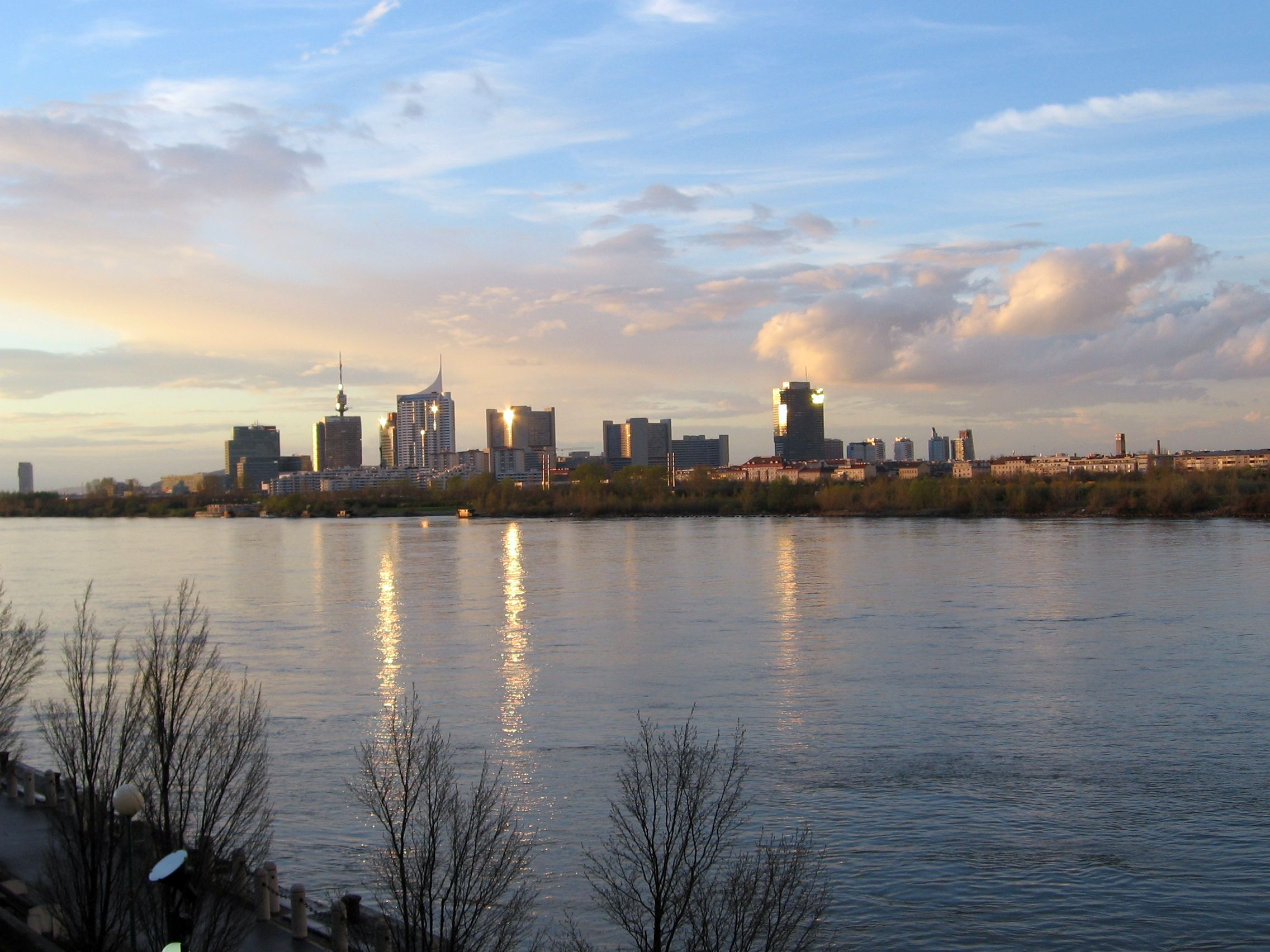
位於維也納多瑙河畔的維也納國際中心

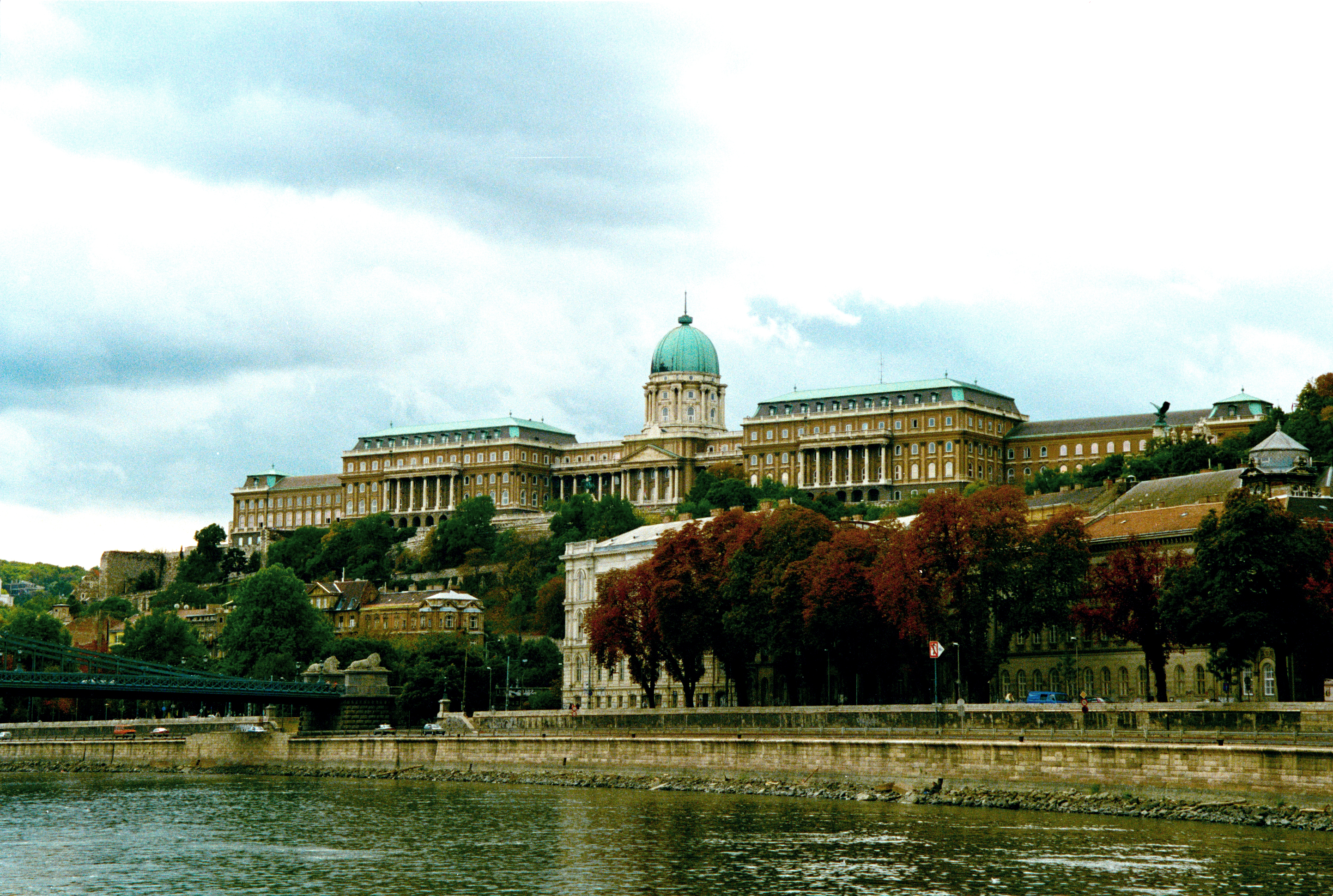
多瑙河上的布达佩斯

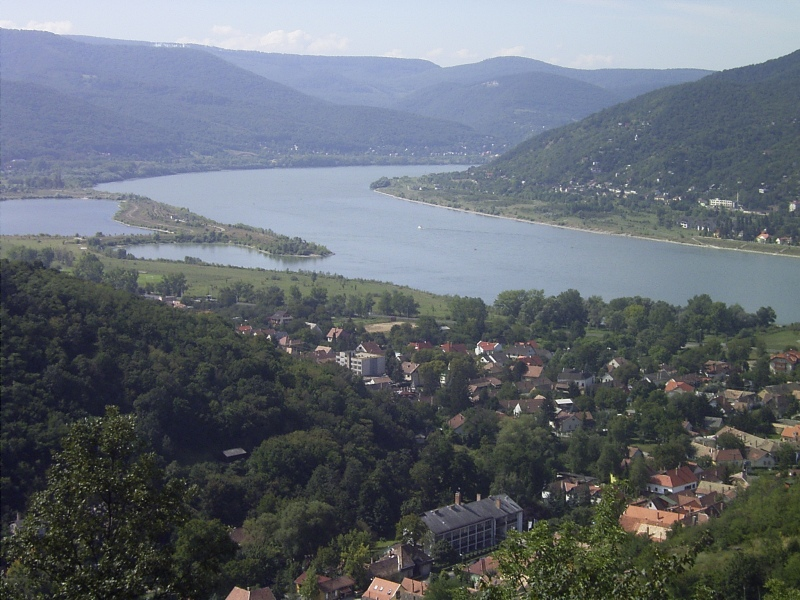
匈牙利维谢格拉德附近的多瑙河

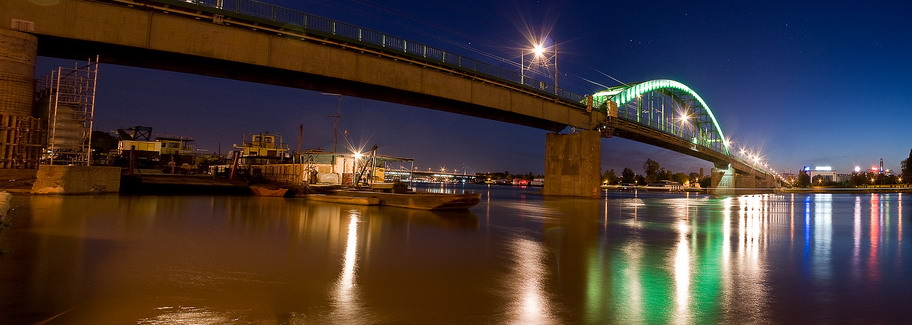
於貝爾格勒橫跨多瑙河支流薩瓦河的橋樑

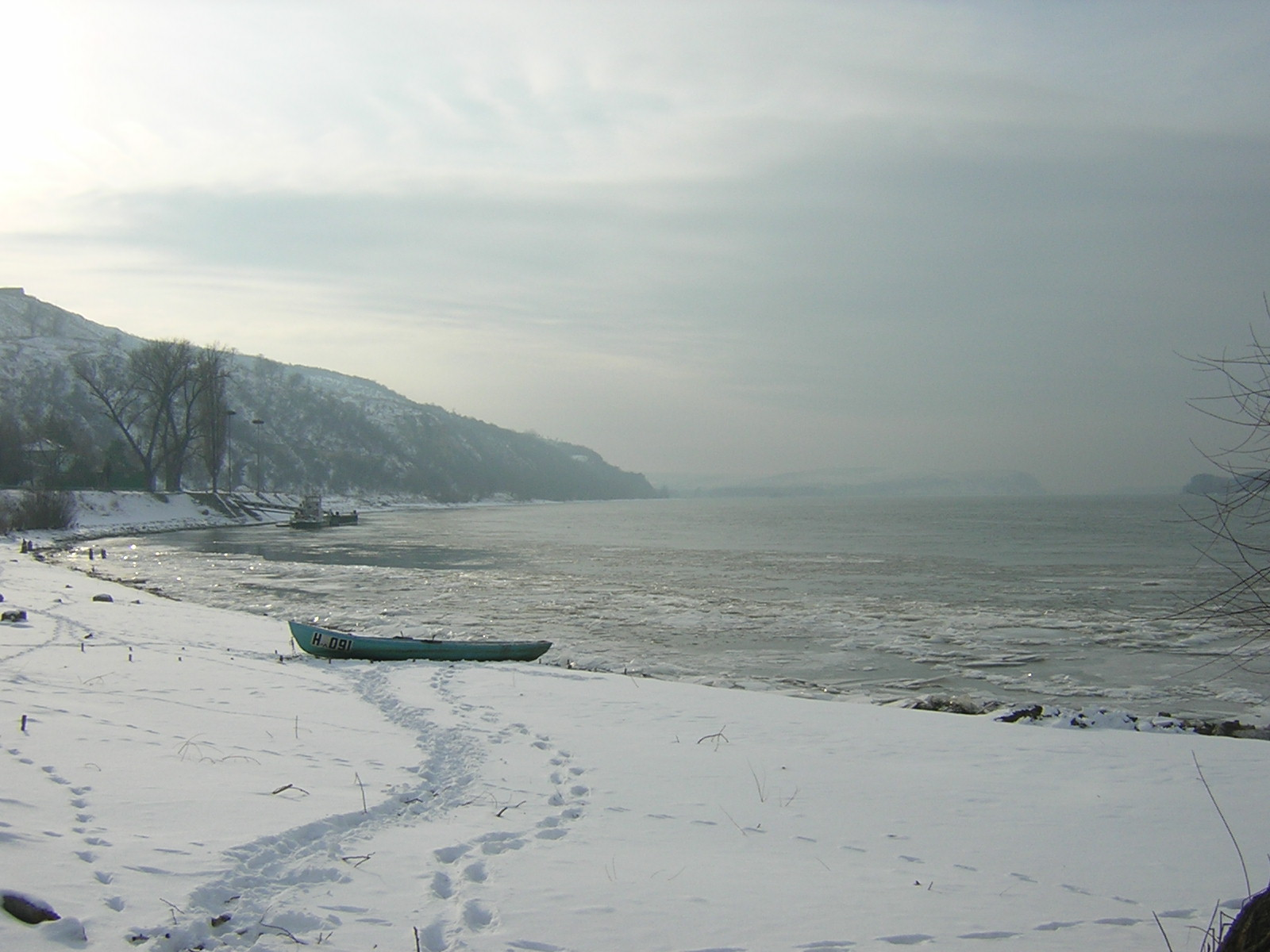
冬季時由尼科波利斯望向多瑙河。

多瑙河流經許多中歐及东歐的城市，而流經首都数量為世界上最多，包括奧地利、斯洛伐克、匈牙利及塞爾維亞4國首都。
多瑙河流经以下城市：
| 德国     | 图特林根-巴登-符腾堡州-流经的第一座城市 |
| 德国     | 錫格馬林根-巴登-符腾堡州                |
| 德国     | 乌尔姆-巴登-符腾堡州                    |
| 德国     | 因格尔施塔特-巴伐利亚州                 |
| 德国     | 雷根斯堡-巴伐利亚州                     |
| 德国     | 施特勞賓 -巴伐利亚州                    |
| 德国     | 代根多夫-巴伐利亚州                     |
| 德国     | 帕绍 -巴伐利亚州                        |
| 奥地利   | 林茨，上奥地利州首府                    |
| 奥地利   | 克雷姆斯，下奥地利州                    |
| 奥地利   | 维也纳 -奥地利首都                      |
| 斯洛伐克 | 布拉迪斯拉发 - 斯洛伐克首都             |
| 斯洛伐克 | 科馬爾諾                                |
| 斯洛伐克 | 什圖羅沃                                |
| 匈牙利   | -傑爾-莫松-肖普朗州首府                 |
| 匈牙利   | 科馬羅姆-科馬羅姆-埃斯泰爾戈姆州        |
| 匈牙利   | 艾斯特根-科馬羅姆-埃斯泰爾戈姆州        |
| 匈牙利   | 維謝格拉德-佩斯州                       |
| 匈牙利   | 瓦茨-佩斯州                             |
| 匈牙利   | 聖安德烈-佩斯州                         |
| 匈牙利   | 布达佩斯 - 匈牙利首都                   |
| 匈牙利   | 萨兹豪隆包陶-佩斯州                     |
| 匈牙利   | 拉茨凯韦-佩斯州                         |
| 匈牙利   | 多瑙新城-托爾瑙州                       |
| 匈牙利   | 保克什-托爾瑙州                         |
| 匈牙利   | 考洛喬-巴奇-基什孔州                    |
| 匈牙利   | 包姚-巴奇-基什孔州                      |
| 匈牙利   | 莫哈奇-巴蘭尼亞州                       |
| 克罗地亚 | 武科瓦爾                                |
| 克罗地亚 | 伊洛克                                  |
| 塞尔维亚 | 阿帕廷 - 伏伊伏丁那自治省               |
| 塞尔维亚 | 巴奇卡帕蘭卡 - 伏伊伏丁那自治省         |
| 塞尔维亚 | 富托格                                  |
| 塞尔维亚 | 維特尼克                                |
| 塞尔维亚 | 诺维萨德- 伏伊伏丁那自治省首府          |
| 塞尔维亚 | 斯雷姆斯基卡尔洛夫齐                    |
| 塞尔维亚 | 澤蒙                                    |
| 塞尔维亚 | 贝尔格莱德 - 塞尔维亚首都               |
| 塞尔维亚 | 潘切沃                                  |
| 塞尔维亚 | 斯梅代雷沃                              |
| 塞尔维亚 | 大格拉迪什泰                            |
| 塞尔维亚 | 戈盧巴茨                                |
| 塞尔维亚 | 下米拉諾瓦茨                            |
| 塞尔维亚 | 克拉多沃                                |
| 罗马尼亚 | 新摩爾多瓦-卡拉什-塞維林縣              |
| 罗马尼亚 | 奥尔绍瓦-梅赫丁茨縣                     |
| 罗马尼亚 | 德羅貝塔-塞維林堡-梅赫丁茨縣首府        |
| 罗马尼亚 | 卡拉法特-多爾日縣                       |
| 罗马尼亚 | 科拉比亞-奧爾特縣                       |
| 罗马尼亚 | 图尔努默古雷莱-特列奧爾曼縣             |
| 罗马尼亚 | 濟姆尼恰-特列奧爾曼縣                   |
| 罗马尼亚 | 久爾久-久爾久縣首府                     |
| 罗马尼亚 | 奧爾泰尼察-克勒拉希縣                   |
| 罗马尼亚 | 克勒拉希-克勒拉希縣首府                 |
| 罗马尼亚 | 費泰什蒂-雅洛米察縣                     |
| 罗马尼亚 | 切尔纳沃德-康斯坦察縣                   |
| 罗马尼亚 | 哈索瓦-康斯坦察縣                       |
| 罗马尼亚 | 布勒伊拉-布勒伊拉縣首府                 |
| 罗马尼亚 | 加拉茨-加拉茨縣首府                     |
| 罗马尼亚 | 伊薩克恰-圖爾恰縣                       |
| 罗马尼亚 | 圖爾恰-圖爾恰縣首府                     |
| 罗马尼亚 | 蘇利納-圖爾恰縣                         |
| 保加利亚 | 維丁                                    |
| 保加利亚 | 洛姆                                    |
| 保加利亚 | 科茲洛杜伊                              |
| 保加利亚 | 尼科波利斯                              |
| 保加利亚 | 貝萊內                                  |
| 保加利亚 | 斯維什托夫                              |
| 保加利亚 | 魯塞                                    |
| 保加利亚 | 圖特拉坎                                |
| 保加利亚 | 錫利斯特拉                              |
| 乌克兰   | 雷尼                                    |
| 乌克兰   | 伊茲梅爾                                |
| 乌克兰   | 基利亞                                  |
| 乌克兰   | 维尔科沃                                |

## 洪水
多瑙河的洪水主要來自夏秋季暴雨、長期連續降雨、春季高山融雪及冬季冰凌等因素，多數洪水僅發生於局部河段，全部流域的洪水相當罕見，於不同季節在不同河段皆可能發生洪水。
多瑙河洪水災害主要發生於中下游地區，上游的維也納盆地也可能發生洪水，於1870年至1970年間，多瑙河曾發生62次洪災。

### 夏秋洪水
夏秋洪水較常出現於奧地利及斯洛伐克和匈牙利邊界河段，洪水來源以此河段的支流為主，上游河段的河水也會些許影響。

### 春季融雪洪水
春季融雪造成的洪水，水源來自上游右岸的阿爾卑斯山融雪，或來自下游左岸的喀爾巴阡山，而德拉瓦河、薩瓦河、大摩拉瓦河等支流因上游的融雪洪水，而於貝爾格勒附近發生春汛。

### 冰凌洪水
許多布達佩斯以下河段曾發生過冰凌洪水，因河水結冰，有時水位可較夏秋降雨洪水高2.5至3公尺。

## 生態
多瑙河流域為許多物種的棲息地，約有2000種維管束植物、超過5000種的動物，其中包括40種哺乳動物、180種鳥類、100種魚類及數十種兩生類及爬蟲類。由於棲息地退化即喪失、過度開發等因素，造成迴游性魚類如鱘魚及鮭魚等瀕臨絕種。

## 流域管理
多瑙河流域國家於1994年簽訂多瑙河保護公約，多瑙河保護國際委員會（ICPDR）於1998年開始運作，為歐洲最大的國際組織，致力於多瑙河水資源管理及永續發展。

## 文化影响
多瑙河也是欧洲文学和艺术多次描写的对象，孕育着欧洲文化，最著名的应当数奥地利音乐家小约翰·施特劳斯作的圆舞曲《藍色多瑙河》，是维也纳新年音乐会每年必演奏的保留曲目。另外还有罗马尼亚的圆舞曲《多瑙河之波》。

## 流域经济
多瑙河為歐洲最富經濟價值的河流之一。

### 航運
多瑙河幹流為國際自由通航的河川，自烏爾姆以下可通航。萊茵河-美因河-多瑙河運河串聯多瑙河及萊茵河兩大水系，形成歐洲中部的水運交通網。1950年的貨運量約973萬噸，至1987年達到高峰，該年貨運量近9200萬噸，1992年至1995年間因南斯拉夫內戰時，聯合國禁運及轟炸橋樑後阻礙河道，河流運量受到影響，1995年貨運量僅約2180萬噸，隨著公路交通發達，貨運量較1980年代低，近年則介於3700萬至4200萬噸之間。

### 水力發電
多瑙河幹流及支流水量豐沛，水力蘊藏豐富，理論蘊藏量為500億千瓦·時，德國，奧地利，斯洛伐克，塞爾維亞和羅馬尼亞五國以多瑙河水力資源作為國家能源的來源，其他國家因之位於河岸的一側（如克羅埃西亞，保加利亞和摩爾多瓦）、民意不允許（如匈牙利，公民投票反對水力發電相關建設）或河段不適合建設水力發電設施（如烏克蘭，多瑙河於該國屬多瑙河三角洲）等因素致水力發電利用較少。多瑙河上最大的水力發電廠鐵門發電廠於1972年建成。

### 核電
周邊國家的核能發電廠以多瑙河河水為冷卻水來源，如保加利亞的科茲洛杜伊核電廠、羅馬尼亞的切爾納沃德核電廠及匈牙利的保克什核電廠等。

## 外部連結
- 多瑙河委員會 （页面存档备份，存于）
- 多瑙河保護國際委員會